# الأحد (أسماء الله الحسنى)
الأَحَدُ هو من أسماء الله الحسنى في الإسلام، ومعناه: الذي تفرد بكل كمال ومجد وجلال وجمال وحمد وحكمة ورحمة وغيرها من صفات الكمال، فليس له فيها مثيل ولا نظير ولا مناسب بوجه من الوجوه.

## الأَحَدُ في اللغة
اسم فاعل أو صفة مشبهة للموصوف بالأحدية، فعله أحَّد يأحد تأحيدًا وتوحيدًا، أي حقق الوحدانية لمن وحده، وهو اسم بني لنفى ما يذكر معه من العدد، تقول ما جاء بي أحد، والهمزة فيه بدل من الواو، وأصله وحد لأنه من الوحدة

## في القرآن الكريم

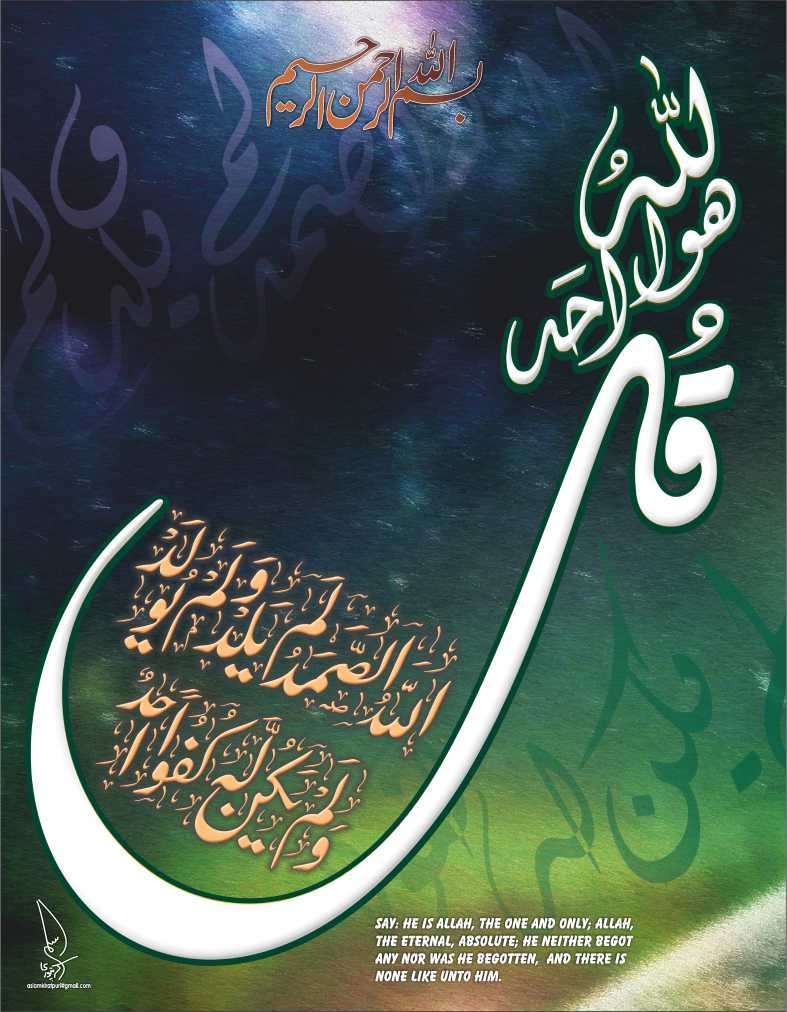
آيات سورة الإخلاص مكتوبة بخط النستعليق

ورد اسم الأَحَدُ في القرآن الكريم مرة واحدة، قال الله تعالى في سورة الإخلاص: ﴿قُلْ هُوَ اللَّهُ أَحَدٌ ۝١﴾، وسورة الإخلاص هي تعدل ثلث القرآن كما جاء من الحديث فعن أبي الدرداء عن النبي قال: «أَيعجِزُ أحدُكم أن يقرأَ في ليلةٍ ثُلُثَ القرآنِ؟ " قالوا : وكيف يقرأ ثُلُثَ القرآنِ؟" قال قُلْ هُوَ اللهُ أَحَدٌ، تعدِلُ ثُلُثَ القرآنِ»

## قصة بلال بن رباح
ورد في قصة الصحابي بلال بن رباح أنه عندما كان يُعذَب في مكة ليرجع عن إسلامه، فكان يقول أحدٌ أحدٌ للدلالة على إصراره على توحيده لله، فعن عروةَ بنِ الزُّبيرِ قال: «كان بلالٌ لجاريةٍ من بني جُمَحَ وكانوا يُعذِّبونه برمضاءِ مكَّةَ، يُلصِقون ظهرَه بالرَّمضاءِ لكي يُشرِكَ فيقولُ: أحَدٌ أحَدٌ، فيمُرُّ به ورَقةُ وهو على تلك الحالِ فيقولُ: أحَدٌ أحَدٌ يا بلالُ، واللهِ لئن قتلتموه لأتَّخِذنَّه حنانًا»

## الأقوال في معناه

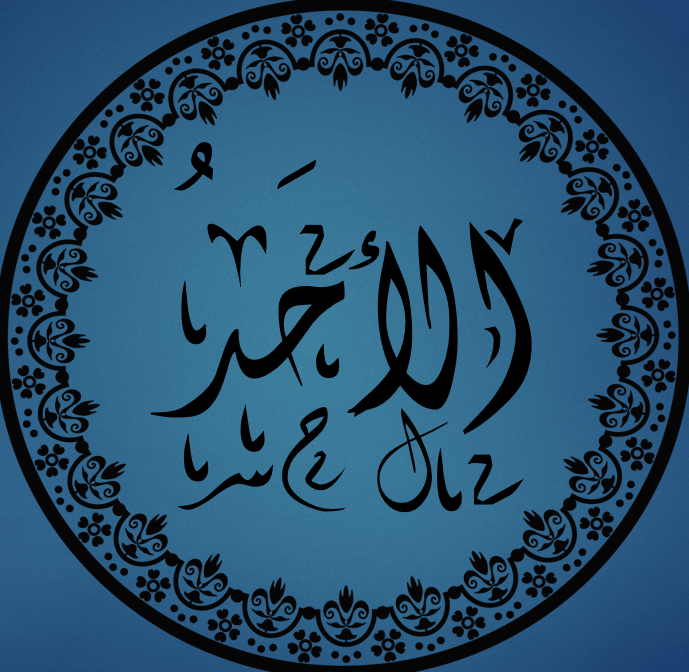
الأحد اسم الله بالخط الكوفي

- قال أبو إسحاق الزجاج:[6] «هو المنفرد بوحدانيته في ذاته وصفاته، وقد فرق بعضهم بين الواحد والأحد: أن الواحد يفيد وحدة الذات فقط والأحد يفيده بالذات والمعاني»
- وجاء في لسان العرب:[7] «الواحد منفرد بالذات في عدم المثل والنظير، والأحد بني على الانفراد، فالواحد منفرد بالذات، والأحد بالمعنى، والأحد من صفات الله عز وجل التي استخلصها لنفسه ، ولا يشركه فيها شيء»
- قال الزجاجي:[8] «الله عز وجل الواحد الأحد الذي لا ثاني له، ولا شريك له ولا مثل ولا نظير، وهو سبحانه الواحد الذي يعتمده عباده، ويقصدونه، ولا يتكلون إلا عليه عز وجل»
- قال الخطابي:[9] «هو سبحانه الواحد الذي ليس كمثله شيء، وكل شيء سواه يدعى واحد من جهة غير واحد من جهات»
- قال السعدي:[10] «فالله سبحانه هو الذي توحد بجميع الكمالات بحيث لا يشاركه فيها مشارك ويجب على العبيد توحيده عقدا وقولا وعملا بأن يعترفوا بكماله المطلق وتفرده بالوحدانية ويفردوه بأنواع العبادة»
- سعيد القحطاني في كتابه شرح أسماء الله الحسنى في ضوء الكتاب والسنة يقول:«فهو (الله) الأَحَدُ في حياته وقيّومّيته، وعلمه وقدرته، وعظمته وجلاله، وجماله وحمده، وحكمته ورحمته، وغيرها من صفاته، موصوف بغاية الكمال ونهايته، من كلة صفة من هذه الصفات».[11]

## الفرق بين الواحد والأحد
يفرق العلماء بين الواحد والأحد من وجوه:
- أن الواحد اسم لمفتتح العدد، فيقال: واحد واثنان وثلاثة. أما أحد فينقطع معه العدد فلا يقال: أحد اثنان ثلاثة.
- أن الأحد في النفي أعم من الواحد، فيقال: ما في الدار واحد، ويجوز أن يكون هناك اثنان أو ثلاثة أو أكثر. أما لو قال: ما في الدار أحد فهو نفي وجود الجنس بالمرة، فليس فيها أحد ولا اثنان ولا ثلاثة ولا أكثر ولا أقل.
- لفظ الواحد يمكن جعله وصفًا لأي شيء أريد، فيصح القول: رجل واحد، وثوب واحد، ولا يصح وصف شيء في جانب الإثبات بأحد إلا الله الأحد: ﴿قُلْ هُوَ اللَّهُ أَحَدٌ ۝١﴾ [الإخلاص:1] فلا يقال: رجل أحد ولا ثوب أحد فكأن الله عز وجل استأثر بهذا النعت.

## الدعاء باسم الله الأَحَد
ورد دعاء المسألة بالاسم المطلق عند ابن ماجة وصححه الألباني من حديث بريدة بن الحصيب أنه قال:«سَمِعَ النَّبِيُّ صلى الله عليه وسلم رَجُلاً يَقُولُ: اللهُمَّ إِنِّي أَسْأَلُكَ بِأَنَّكَ أَنْتَ اللهُ الأَحَدُ الصَّمَدُ الذِي لَمْ يَلِدْ وَلَمْ يُولَدْ وَلَمْ يَكُنْ لَهُ كُفُواً أَحَدٌ، فَقَالَ رَسُولُ اللهِ لَقَدْ سَأَلَ اللهَ بِاسْمِهِ الأَعْظَمِ الذِي إِذَا سُئِلَ بِهِ أَعْطَى وَإِذَا دُعِيَ بِهِ أَجَابَ»  ومن الدعاء بالوصف ما ورد عند أبي داود وصححه الألباني من حديث سعد بن أبي وقاص  قال: «مَرَّ عَلَىَّ النبي صلى الله عليه وسلم وَأَنَا أَدْعُو بِأُصْبُعَيَّ فَقَالَ: أَحِّدْ أَحِّدْ، وَأَشَارَ بِالسَّبَّابَةِ»، ومعنى أحد أحد، أي أشر بواحدة ليوافق التوحيد المطلوب بالإشارة فهو تكرار للتأكيد في التوحيد، فالنبي صلى الله عليه وسلم يأمره أن يشر بأصبع واحدة لأن الذي يدعوه واحد سبحانه.

## معنى التوحيد
التوحيد في الإسلام هو نفي وجود أيّ آلهة أُخرى مع الله، ونفي الشَّبه بين الله وبين خلقه، فالله في الإسلام واحدٌ أحدٌ فردٌ صمدٌ، لا شريك ولا نِدَّ له، منفردٌ في التصرّف في مُلكه، لا يُسأل عمّا يفعل، لا يخرج عن مشيئته وإرادته شيء. وكلمة التوحيد هي أصل الدين وأساسه، ولأجلها خلقت الدنيا والآخرة، والجنة والنار، وهي دعوة جميع الأنبياء والرسل، من لدن نوح  حتى النبي محمد ﷺ .